# Cochabamba chrysopleura
Cochabamba chrysopleura es un coleóptero de la familia Chrysomelidae. Fue descrita en 1875 por Harold.